# Drenow
Drenow (bułg. Дренов) – wieś w północnej Bułgarii, w obwodzie Łowecz, w gminie Łowecz.